# Aéroport international de Laguindingan
L'aéroport international de Laguindingan (code IATA : CGY • code OACI : RPMY), est un aéroport situé à Cagayán de Oro, aux Philippines.

## Situation
| \| 100 km1:11 581 000 \| Sicogon Bacolod Bancasi Basco Busuanga-Coron Calbayog Camiguin Catarman Caticlan Clark Cotabato Cuyo Davao Dipolog General · Santos Iloilo Jolo Kalibo Cagayan de Oro Laoag Legazpi Mactan-Cebu Manille Marinduque Masbate Naga Ormoc Pagadian Puerto · Princesa Roxas Tacloban Sanga · Sanga Sayak Sibulan Subic Bay Surigao San José Bohol Tandag Tugdan Tuguegarao Virac Zamboanga |
| 100 km1:11 581 000 |

## Compagnies aériennes et destinations

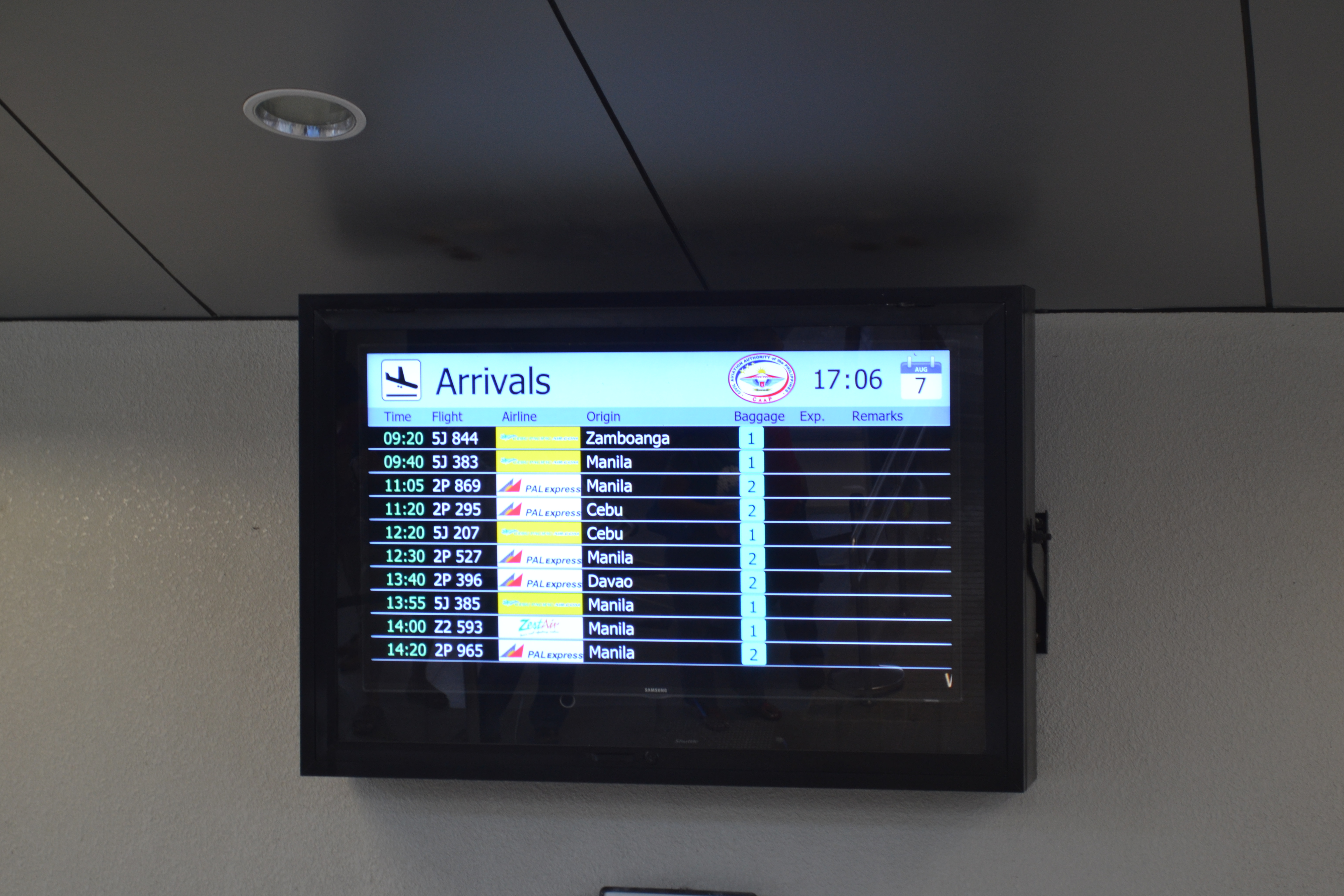
Un écran d'informations de vol vu dans la zone d'arrivée de l'aéroport international de Laguindingan.

### Passager
| Compagnies                                | Destinations                            |
| ----------------------------------------- | --------------------------------------- |
| Cebu Pacific                              | Cebu, Iloilo, Manille                   |
| Cebu Pacific opéré par Cebgo              | Cebu, Davao, Dumaguete, Iloilo, Panglao |
| Philippine Airlines opéré par PAL Express | Cebu, Manille                           |
| Philippines AirAsia                       | Cebu, Clark, Iloilo, Manille            |

### Cargo
| Compagnies                   | Destinations            |
| ---------------------------- | ----------------------- |
| Cebu Pacific opéré par Cebgo | General Santos, Manille |